# Louis La Caze
Louis La Caze, född 6 maj 1798, död 28 september 1869, var en fransk mecenat.
La Caze gjorde stora donationer för vetenskapliga ändamål och skänkte en dyrbar samling av gammal fransk och nederländsk konst (konstnärer som Rembrandt, Frans Hals med flera) till Louvren.